# 三人吉三廓初買
『三人吉三廓初買』（さんにんきちさ くるわの はつがい）は、安政七年 (1860) 正月、江戸市村座で初演された歌舞伎の演目。通称『三人吉三』。世話物、白浪物。二代目河竹新七（黙阿弥）作。全七幕十三場の長編。3人の盗賊が百両の金と短刀とをめぐる因果応報で刺し違えて死ぬまでを描いた物語。
初演時はあまり評判にならず、30年ほど経って一部の筋を省略し『三人吉三巴白浪』（さんにんきちさ ともえの しらなみ）という外題で再演された。再演時には大評判となり、以後歌舞伎の代表的な作品の一つとして、今日でもよく上演される人気作品となっている。

## 登場人物
- おとせ - 夜鷹
- お嬢吉三 - 女装の盗賊
- お坊吉三 - 盗賊。元は侍の子
- 和尚吉三 - 盗賊。おとせの兄
- 土左衛門伝吉 - 和尚吉三とおとせの父親

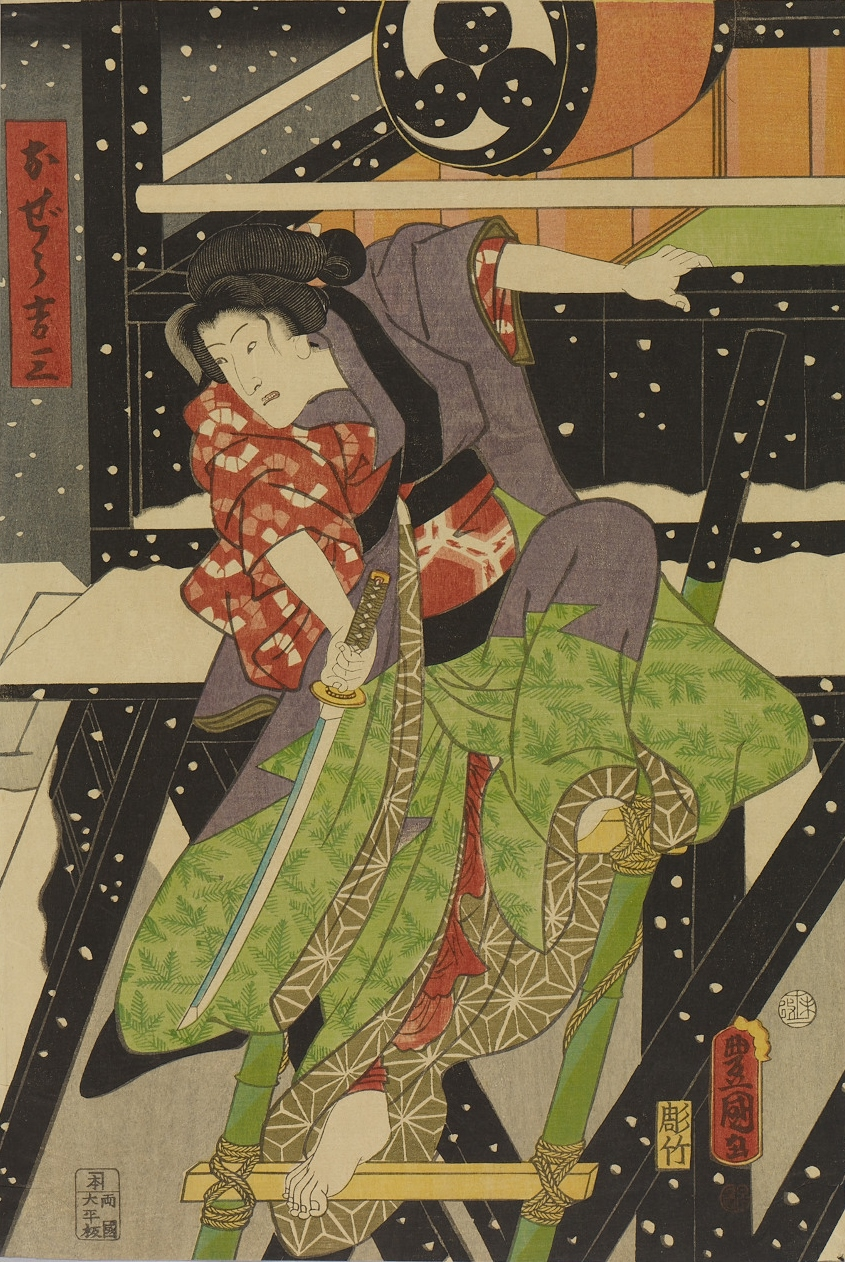
お嬢吉三（三代目歌川豊国画）

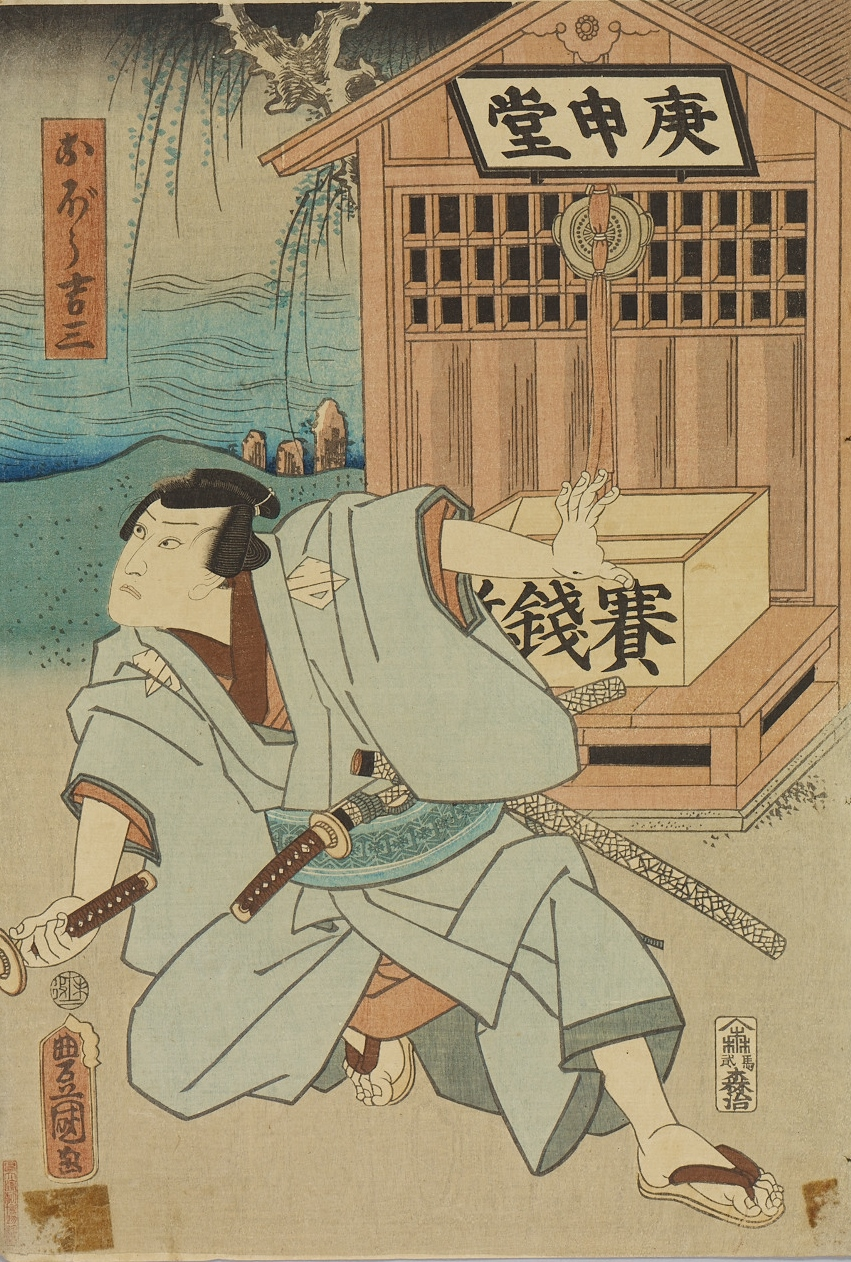
お坊吉三（三代目歌川豊国画）

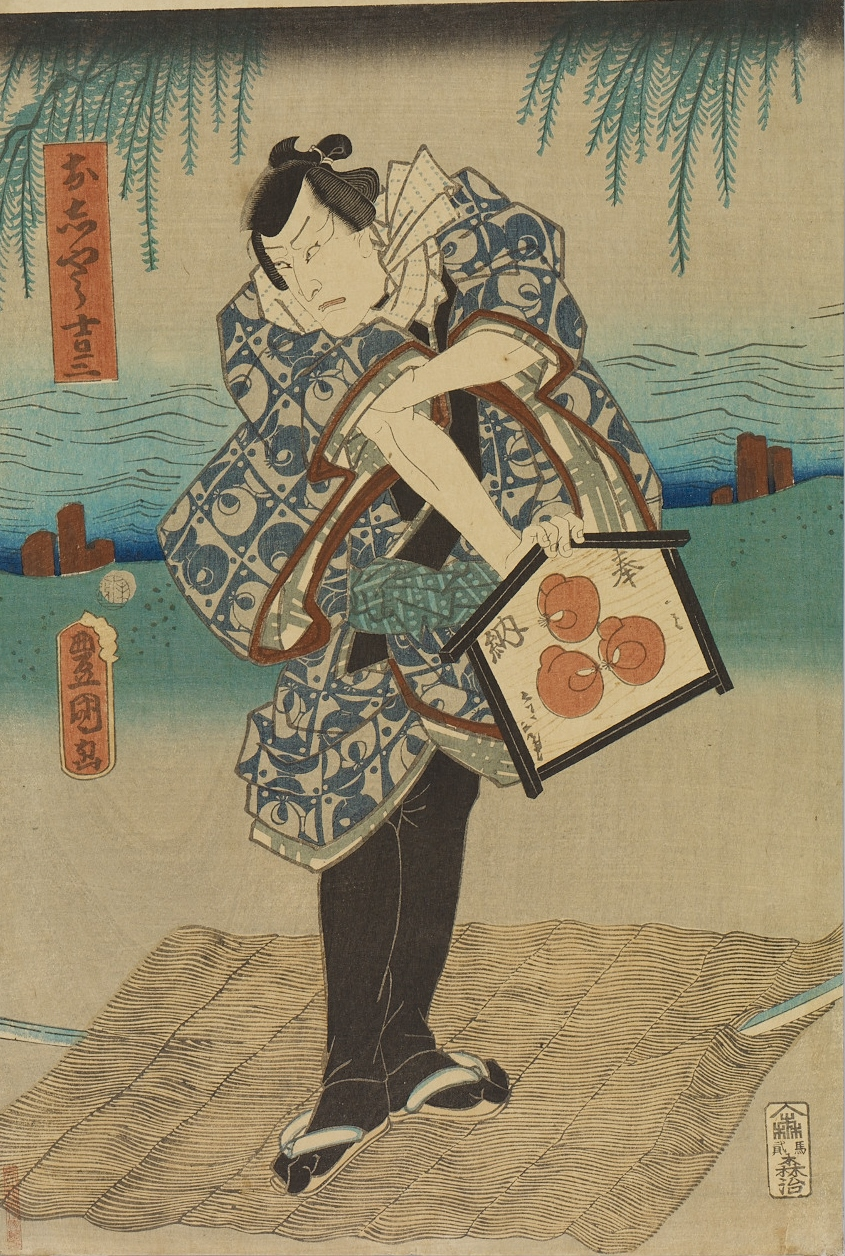
和尚吉三（三代目歌川豊国画）

- 八百屋久兵衛 - 八百屋（お嬢吉三の実父）
- 手代十三郎 - 久兵衛の息子（伝吉の実子）

## あらすじ
江戸本町の小道具商の手代十三郎は、安森家で盗まれた庚申丸の短刀を百両で売り、向島柳原で夜鷹のおとせに遊ぶが、そこで喧嘩さわぎにまきこまれて、店の金百両を落としてしまう。おとせが客の落とした百両を返そうと夜道を歩いていると、盗賊のお嬢吉三が現れて金を奪い、おとせは川に突き落とされてしまう。そこへ別の盗賊・お坊吉三が現れ、争いになるが、盗賊の和尚吉三が仲裁して三人は義兄弟の契りを交わす。青菜売りの久兵衛がおとせを助け、父親・伝吉のもとへ送り届けると、そこには行方不明になっていた息子の十三郎が世話になっていた。十三郎とおとせは恋仲になるが、伝吉は久兵衛の話から二人が実は兄妹であることを知る。お坊吉三も伝吉・和尚吉三親子と名刀・庚申丸を巡って因縁があったが、そうとは知らず、百両をめぐってお坊は伝吉を斬り殺す。お嬢・お坊吉三の逮捕を頼まれた和尚吉三は、どうせこの世では一緒になれない身の上の十三郎・おとせを憐れんで殺し、その首をお嬢・お坊両吉三の首と偽ってお上に差し出すが、発覚して捕えられる。お嬢・お坊両吉三が和尚吉三を救い出すも命運尽きて三人は互いに刺し違える。

## 見どころ
『三人吉三』は、いずれも吉三郎（きちさぶろう）という名の三人の盗賊を中心に、彼らを取り巻く者たちの複雑な人間関係を描く、きわめて物語性の高い演目である。
三人はそれぞれ、和尚吉三（おしょう きちさ）、お嬢吉三（おじょう きちさ）、お坊吉三（おぼう きちさ）と名乗る盗賊となっている。これが百両の金と短刀「庚申丸」をめぐる因果応報の末に、差し違えて死ぬところで幕引きとなる。
特に有名なのが「大川端庚申塚の場」で、数ある歌舞伎の演目の中でも横綱級の人気があり、上演回数が特に多い。節分の夜、大川端庚申塚で、ひょんなことから夜鷹を川に突き落とし小判百両を奪ったお嬢吉三。そこで朗々とまるで唄いあげるかのように廻すのが次の科白である。
この「厄払い」と呼ばれるお嬢吉三の七五調の独白は、歌舞伎の名科白中の名科白として知られている。
そこにお坊吉三が現れ、その金をよこせと無理を言う。斬り合いはじめた二人に割って入ったのは和尚吉三だった。この三人が意気投合、『三国志演義』の「桃園の誓い」にちなみ、梅の木の下で義兄弟の契りを結ぶ。序幕の圧巻である。
この百両と名刀「庚申丸」の所在が転々とするうちに、三人の吉三をめぐってそれまで隠されていた複雑な人間関係が徐々に明らかになっていく。
初演時は、上記の三人吉三のストーリーに木屋文里（きやぶんり）と吉原遊郭の遊女・一恵（ひとえ）との悲恋を描くくだりをからめていた。しかし再演時以降は、文里一恵の件は省略されるのが普通となった。

### 序幕
- 荏柄天神社内の場
- 同 松金屋座敷の場
- 笹目ヶ谷柳原の場
- 同 新井橋の場

### 二幕目
- 両国橋西川岸の場
- 大川端庚申塚の場 - お嬢吉三が百両を奪い、三人の吉三が義兄弟の契りを結ぶ

### 三幕目
- 新吉原丁字屋の場
- 割下水伝吉内の場

### 四幕目
- 新吉原日本堤の場
- 同 丁字屋二階の場
- 廓裏大恩時寺前の場

### 五幕目
- 根岸丁字屋別荘の場

### 六幕目
- 巣鴨在吉祥院の場

### 七幕目
- 本郷火の見櫓の場

## 解説

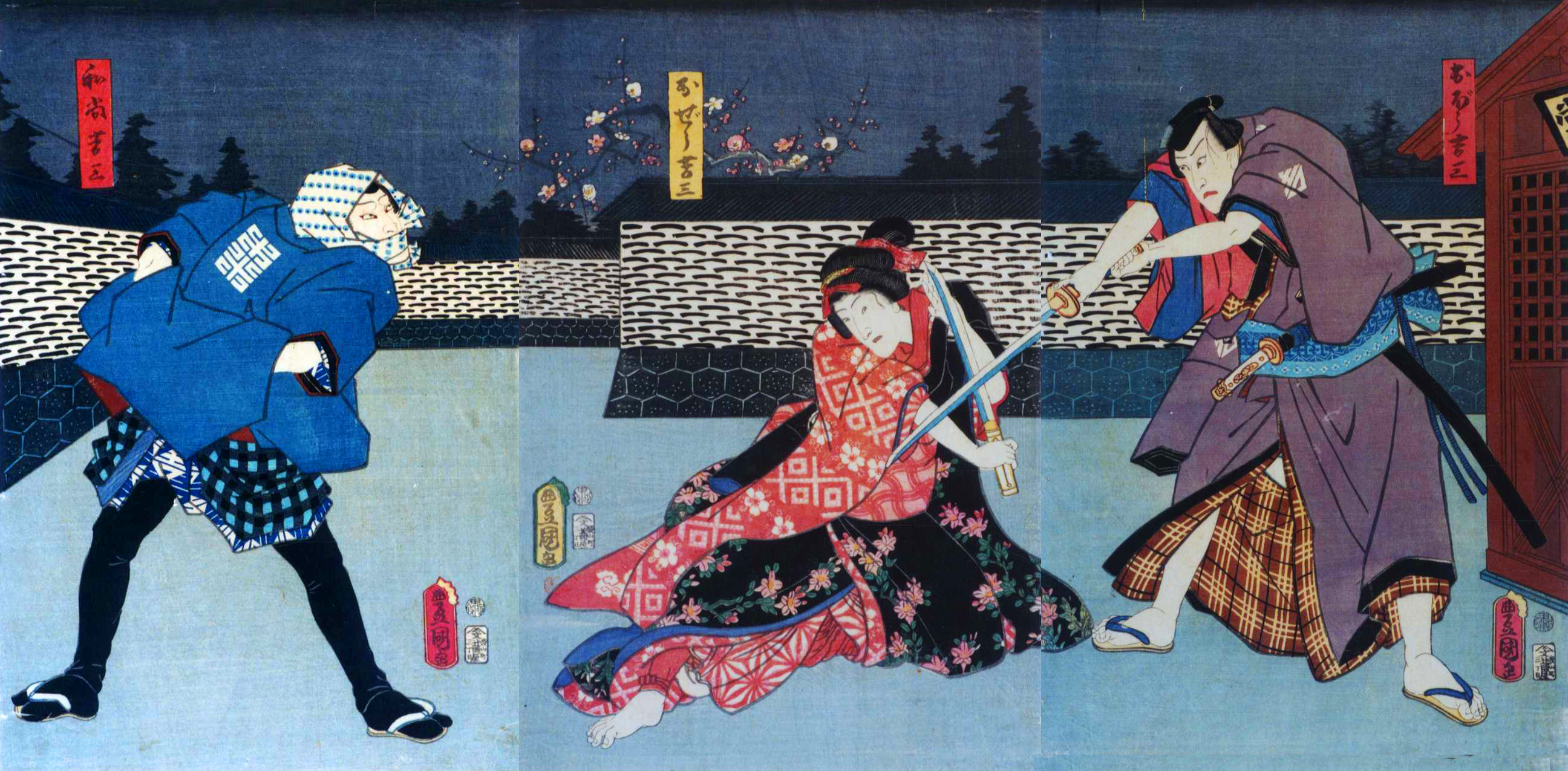
『三人吉三廓初買』
----
安政七年正月十四日（1860年2月5日）江戸市村座初日の『三人吉三廓初買』「大川端庚申塚の場」。左から四代目市川小團次の和尚吉三、三代目岩井粂三郎のお嬢吉三、初代河原崎権十郎のお坊吉三。

『三人吉三廓初買』は二代目河竹新七（黙阿弥）と当時名優といわれた四代目市川小團次の提携による一連の作品群のひとつである。小團次は初演時に和尚吉三と文里を勤めている。
その初演も、隣の中村座に出ていた人気絶頂の初代中村福助の人気に食われ、興行としてはあまり当たらなかったというが、新七にとっては会心の作であり、自らも自身の代表作のひとつに数えていたといわれる。
初演の安政七年の干支は庚申（かのえ・さる）。古来、庚申の年に生まれた男子は泥棒になるという伝承があり、本作ではさらにこれに庚申待の本尊である青面金剛に扈従するという三猿、「見ざる」「言わざる」「聞かざる」にたとえて和尚・お嬢・お坊の三人を配している。劇中で触れられている「庚申の夜の話草」というのがこの庚申待のこと。民間信仰からさまざまな逸話を借用して筋書きを仕立てるのは黙阿弥の得意とするところだった。
新七は自らの旧作『網模様燈籠菊桐』（通称『小猿七之助』）の登場人物だった吉三郎を中心に、やはり旧作の『松竹梅雪曙』（通称『櫓のお七』）で描いた八百屋お七と、巣鴨吉祥院（駒込の吉祥寺に相当）の所化・弁長、にまつわる筋書きを絡ませ、それぞれをお坊吉三・お嬢吉三・和尚吉三としている。物語が投影されるのは、『伊達娘恋緋鹿子』（通称『櫓のお七』）で繰り広げられる「八百屋お七の世界」である。
お嬢吉三は女装の美少年という設定。黙阿弥は他にも『都鳥廓白波』（忍の惣太）の花子や、『青砥稿花紅彩画』（白浪五人男）の弁天小僧などにもこの「性の逆転」という手法を用いている。しかも本作ではそのお嬢吉三がお坊吉三と恋仲に陥るというさらに倒錯した設定である。倒錯といえば、和尚吉三の妹・おとせには十三郎という恋人がいるのだが、実はこの二人は幼い時に生き別れになった双子の兄妹という設定。「畜生道」、今日の表現で近親相姦である。
本作が書かれた幕末は、動乱する政局を忘れようとするかのように、江戸の庶民は爛熟した文化と頽廃した世相の中に浸った時代だった。そうした様子が本作には如実に表されているのである。二人の関係を知った和尚と父の伝吉の苦悩。おぞましい事実を知らずに来世での幸福を夢見て和尚の刃に果てる二人の悲劇。単なる白浪物に終わらない深刻な人間ドラマとしての一面をももつ作品である。また舞台演劇としては、三者三様のいでたちで盗賊として活躍するさまが、高い視覚的効果をあげている。
なお物語上の主役であるお嬢吉三は、堅い芸風で伸び悩んでいた三代目岩井粂三郎を売り出すため、新七が苦心して創作した「当て書き」である。お嬢吉三が実は八百屋お七という設定も、粂三郎が最も得意としていたのがこの八百屋お七だったからに他ならない。このお嬢吉三は大当たりとなり、これを出世作として粂三郎は後の八代目岩井半四郎という大看板に成長してゆく。

## 初演時の主な配役
| 役名                              | 役者                  |
| --------------------------------- | --------------------- |
| 和尚吉三 木屋文里                 | 四代目 市川小團次     |
| 八百屋お七実ハお嬢吉三 丁字屋一重 | 三代目 岩井粂三郎     |
| お坊吉三                          | 初代 河原崎権十郎     |
| 土左衛門爺伝吉 丁字屋長兵衛       | 三代目 關三十郎       |
| 木屋手代十三郎                    | 十三代目 市村羽左衛門 |
| おとせ 丁字屋吉野                 | 初代 中村歌女之丞     |
| 丁字屋九重 文里女房おしず         | 吾妻市之丞            |
| 弥作 八百屋久兵衛                 | 二代目 市川米十郎     |
| 海老名軍蔵 釜屋武兵衛             | 市川白猿              |
| 紅屋与吉                          | 初代 關花助           |

## 歴代の当たり役
前述の通り、歌舞伎劇として高い評価を得た本作は、20世紀を通し21世紀初頭の現代に至るまで頻繁に上演される人気演目となっており、初演時以降、様々な歌舞伎役者がこの演目に取り組んでいる。
歌舞伎
- 和尚吉三
  - 二代目市川左團次、七代目松本幸四郎、二代目市川左團次、七代目市川中車、二代目尾上松緑、九代目松本幸四郎、十二代目市川團十郎、十八代目中村勘三郎、二代目中村獅童、六代目中村勘九郎
- お嬢吉三
  - 四代目澤村源之助、十五代目市村羽左衛門、六代目尾上菊五郎、七代目尾上梅幸、三代目中村時蔵、七代目尾上菊五郎、五代目坂東玉三郎、七代目市川染五郎、九代目中村福助、二代目中村七之助
- お坊吉三
  - 二代目市川権十郎、初代中村吉右衛門、十一代目市川團十郎、十七代目中村勘三郎、十五代目片岡仁左衛門、八代目中村芝翫、二代目尾上松也
- 伝吉
  - 四代目尾上松助、三代目尾上鯉三郎、八代目坂東三津五郎、八代目市川中車、十七代目市村羽左衛門、 四代目 市川左團次、坂東彌十郎、笹野高史
- 文里
  - 十一代目片岡仁左衛門、九代目松本幸四郎

映画・演劇
- 四代目坂田藤十郎（映画『怪盗三人吉三』木屋吉三役）
- 藤田記子（演劇『三人吉三 －江戸青春－』）

## 三人吉三の見せ方
お嬢吉三
- 「弁天小僧とならないようにということを、何よりも第一に気をつけなければならない」（十七代目中村勘三郎）
- 「女方の心得ではあっても男役らしく」（七代目尾上梅幸）

お坊吉三
- 「…道楽者の悪徒でも、何処かデレリとしたお坊ちゃんじみた処のある役で…」（初代中村吉右衛門）

和尚吉三
- 「…年長でもあり、キャリアも他の二人より上なので、…一種の親分肌の頼もしさがなければならず、そうした貫禄とでもいったものが第一でしょう。…この役の場合、義理人情も二人の盟友の上に立つ責任みたいのなものから発している、そこのところが肝腎なので、それを忘れないように、と思っています」（二代目尾上松緑）

## 翻案作品

### 映画作品
- 全勝キネマ製作の『唄祭三人吉三』(1939)[注釈 6]
- 『快盗三人吉三』(1954)
- 市川雷蔵主演の『お嬢吉三』(1959)[注釈 7]
- 美空ひばり主演の『ひばりのお嬢吉三』(1960)
- 松竹NEWシネマ歌舞伎『三人吉三』（2015年）- 主演・中村勘九郎、中村七之助、尾上松也、監督・串田和美[5]

### 演劇
- 宝塚歌劇団『花のお嬢吉三』（1974）
- 明治座『三人吉三 -江戸青春-』（2003）
- 木ノ下歌舞伎『三人吉三』（2014.10.11-12 京都芸術劇場春秋座 2015.6.13-6.21 東京芸術劇場シアターウエスト 2020.5.30-6.7 東京芸術劇場 プレイハウス［公演中止］）
  - 監修・補綴：木ノ下裕一、演出・美術：杉原邦生（KUNIO）
  - 初演以来約150年振りに「地獄の場」が復活したほか、文里と一重らによる廓の物語も上演。2015年版は第23回読売演劇大賞上半期作品賞にノミネート[6]。

### 漫画
- 長谷川町子『町子かぶき迷作集』(1950–53)
- 山田南平『まなびや三人吉三』(2004–06)